# Mary Jane Reoch
Mary Jane Reoch, née le 2 janvier 1945 à Dallas, est une coureuse cycliste américaine.
Elle est intronisée au Temple de la renommée du cyclisme américain en 1994.

## Palmarès sur route
- 1971
  -  Championne des États-Unis sur route
- 1975
  -  Championne des États-Unis du contre-la-montre
  - 2e du championnat des États-Unis sur route
- 1976
  - Tour de Somerville
  - 2e du championnat des États-Unis sur route
  - 2e du championnat des États-Unis du contre-la-montre
- 1977
  - 2e du championnat des États-Unis du contre-la-montre
- 1979
  - Fitchburg Longsjo Classic
  - 3e du championnat des États-Unis du contre-la-montre
  - 3e du championnat des États-Unis sur route
- 1980
  - 2e du championnat des États-Unis du contre-la-montre
  - 3e du championnat des États-Unis sur route

## Palmarès sur piste
- 1973
  -  Championne des États-Unis de poursuite
- 1974
  -  Championne des États-Unis de poursuite
- 1975
  -  Championne des États-Unis de poursuite
  - 2e du championnat du monde de poursuite
- 1976
  - 3e du championnat du monde de poursuite
- 1978
  -  Championne des États-Unis de la course aux points
  -  Championne des États-Unis de poursuite
- 1979
  -  Championne des États-Unis de la course aux points
- 1980
  -  Championne des États-Unis de la course aux points